# Былино (Кривошеинский район)
Бы́лино (или Усть-Шега́рка) — упразднённая деревня в Кривошеинском районе Томской области, Россия. На момент упразднения входила в состав Петровского сельского поселения. Упразднена в 2004 году.

## География
Деревня располагалась на 1064 км левого берега реки Обь в месте впадения в нее реки Шегарка, в 3,5 км (по прямой) к юго-западу от деревни Бараново. На картах XX в. отмечается Былинский яр.

## История
Исторический населённый пункт южных селькупов (предположительно, группа пайкум или тюйкум). Жители – селькупы Былины, Писаровы, Мандраковы. В 1897 г.: 29 хозяйств – 145 селькупов и 4 русских. Одно из крупнейших селькупских поселений выше устья Чулыма. Населённый пункт относился к Шепецкой инородческой волости.
В южноселькупском ареале выделяются отдельные поселения и сгустки поселений, где в разные годы происходила концентрация селькупского населения (особенно значительная в середине XIX в.), выше устья Чулыма это Усть-Шегарские–Казырбак–Тугулинские–Старо-Обские и около пяти прилегающих более мелких поселений. По данным переписи 1859 г. в каждом из этих поселков население было в пределах 100–150 человек. До 1930-х гг., т.е. до массовой ссылки в Нарымский край и массовых русско-селькупских брачных предпочтений, выделенные посёлки-юрты реально были местом концентрации селькупской этничности, куда стремились вернуться после многолетних миграционных передвижений по просторам Нарымского края те, кто в них родился.
Г.Ф. Миллером (1740 г.) отмечены юрты Теренинские около устья р. Шегарки в 2-х верстах от д. Былиной (Усть-Шегарской) с указанием татарского названия этих юрт (Terenjaning-aul). Более того, вся Больше-Шегарская волость на Оби по его данным называлась Terenja-aimak, а население как Большой Шегарской, так и Малой Шегарской инородческой волости причисляли себя к роду Terenja.
Тюркизированное население юрт относится к томским карагасам, этнической группе, близкой по культуре к южным селькупам и имеющей с ними общую идентичность "остяки". Существуют свидетельства сохранения особого южносамодийского языка у томских карагасов вплоть до середины XX в.
Деревня основана в 1826 г. В 1926 году деревня Усть-Шегарка состояла из 43 хозяйств. В административном отношении входила в состав Козырбакского сельсовета Кривошеинского района Томского округа Сибирского края.
Постановлением Государственной  Думы Томской области от 29 июля 2004 года № 1362 деревня Былино исключена из учётных данных.

## Население
| 1920 | 1926 | 1939 | 1952 | 1959 | 1970 | 1979 |
| ---- | ---- | ---- | ---- | ---- | ---- | ---- |
| 227  | ↗247 | ↘182 | ↗189 | ↗208 | ↘109 | ↘3   |
| 1989 | 2002 |      |      |      |      |      |
| ↘1   | ↘0   |      |      |      |      |      |

По данным на 1926 год основным населением деревни являлись русские.